# BK Slovan Orbis Praag (vrouwenbasketbal)
Basketbalový Klub Slovan Orbis Praag was een damesbasketbalteam uit Praag, Tsjechië welke speelde in de Czechoslovak Women's Basketball Championship. De club werd opgericht in 1948 en werd ontbonden in 1990.

## Geschiedenis
De club werd opgericht in 1948 als onderdeel van Omnisportvereniging Slovan Orbis Praag. In 1961 haalde Slovan Orbis de finale om de FIBA Women's European Champions Cup maar verloor van TTT Riga uit de Sovjet-Unie met 114-148 over twee wedstrijden. In 1963 stond Slovan Orbis voor de tweede keer in de finale om de FIBA Women's European Champions Cup. Nu verloren ze de finale van Slavia Sofia uit Bulgarije met 106-112 over twee wedstrijden. In 1966 stond Slovan Orbis voor de derde keer in de finale om de FIBA Women's European Champions Cup. Dit keer was TTT Riga te sterk. Ze verloren met 95-135 over twee wedstrijden. Slovan Orbis werd negen keer Landskampioen van Tsjecho-Slowakije in 1954, 1956, 1957, 1959, 1960, 1961, 1962, 1964 en 1965.

## Erelijst
- Landskampioen Tsjecho-Slowakije: 9
  - Winnaar: 1954, 1956, 1957, 1959, 1960, 1961, 1962, 1964, 1965
  - Tweede: 1955, 1958, 1963, 1967
  - Derde: 1953

- FIBA Women's European Champions Cup:
  - Runner-up: 1961, 1963, 1966

## Bekende (oud)-spelers
- Dagmar Hubálková
- Helena Mázlová
- Hana Havlíková
- Jaroslava Čechová
- Eva Dobiášová
- Zdeňka Moutelíková
- Stanislava Hubálková
- Vlasta Šourková
- Věra Koťátková